# Гелен Редді
Гелен Редді (англ. Helen Reddy; 25 жовтня 1941, Мельбурн, Австралія — 29 вересня 2020) — австралійська співачка та композиторка, феміністка. Авторка пісні «І Am A Woman», що стала гімном фемінізму другої хвилі.

## Життєпис
Народилась в сім'ї театральних акторів Стелли Леймонд та Макса Редді.
Вже 1960 року дебютувала у власній телевізійній програмі «Helen Reddy Sings». 1966 року перемогла у вокальному конкурсі молодих талантів «Bandstand International» і в нагороду отримала подорож до Нью-Йорка. Без особливого успіху зробила кілька записів для місцевої фірми «Mercury», проте 1970 року після виступів у популярній програмі «Tonight Show», а також завдяки старанням її чоловіка і менеджера Джеффа Волда, співачка отримала контракт з фірмою «Capitol».
1971 року Редді потрапила на топ-аркуші разом з баладою «І Don't Know How To Love Him», що походила з мюзиклу Ендрю Лойда Веббера та Тіма Райса «Ісус Христос — суперзірка». Через рік сингл з феміністичним гімном «І Am A Woman» розійшовся у США мільйонним тиражем, а наступне п'ятиріччя принесло Гелен Редді близько десятка хітів, серед яких вершини чарту досягли: кантрі-балади авторства Алекса Гарві «Delta Dawn» (1973) та хвилюючий твір «Angie Baby» (1974).
1976 року Редді популяризувала композицію авторської спілки Керол Кінг — Джеррі Гоффін «І Can't Hear You No More», а хітовий період завершила піснею з репертуару Сілли Блек «You're My World». Свою популярність Гелен Редді закріпила виступами на телебаченні (наприклад, у програмі «Midnight Special»), а також головною роллю у фільмі «Pete's Dragon».

## Дискографія
- 1971: I Don't Know How To Love Him
- 1971: Helen Reddy
- 1972: I Am Woman
- 1973: Long Hard Climb
- 1974: Love Song For Jeffrey
- 1975: Free & Easy
- 1975: No Way To Treat A Lady
- 1975: Greatest Hits
- 1976: Music Music
- 1977: Ear Candy
- 1977: Pete's Dragon (soundtrack)
- 1978: We'll Sing In The Sunshine
- 1978: Live In London
- 1979: Reddy
- 1980: Take What You Find
- 1981: Play Me Out
- 1983: Imagination
- 1984: Take It Home
- 1986: Lust For Life
- 1990: Feel So Young
- 1992: All Time Greatest Hits
- 1996: When I Dream
- 1997: Ten Best All Time Greatest Hits
- 1998: Center Stage
- 2000: The Best Christmas Ever
- 2006: The Woman I Am: The Definitive Collection
- 2006: Come With Me: The Rest of Helen Reddy

## Фільмографія
- 1974 — Аеропорт 1975 (Airport 1975) — сестра Рут
- 1977 — Дракон Піта (Pete's Dragon) — Нора